# 比利時的路易絲公主 (1858年—1924年)
比利時的路易絲公主（荷蘭語：Prinses Louise van België，1858年2月18日—1924年3月1日），比利時國王利奧波德二世的長女。

## 家庭
1875年，路易絲與薩克森-科堡-哥達的菲利普王子結婚，兩人共有1子1女：
- 利奧波德·克萊門斯王子（英语：Prince Leopold Clement of Saxe-Coburg and Gotha）（1878年—1916年），被情婦謀殺
- 多蘿西亞公主（英语：Princess Dorothea of Saxe-Coburg and Gotha）（1881年—1967年）

兩人的婚姻生活並不愉快。1897年，路易絲離開丈夫與兒子，帶著自己的女兒與情夫移居法國。路易絲很快就遇上了財務問題，她的情夫試圖偽造路易絲的妹妹史蒂芬妮在珠寶本票上的簽名。最終她的情夫被判入獄四年，路易絲被送往精神療養院，直到1904年在情夫幫助下逃離。
路易絲於1924年去世，享年66歲。